# Alan Czerwiński
Alan Czerwiński (Olkusz, 2 de febrero de 1993) es un futbolista polaco que juega en la demarcación de defensa para el GKS Katowice de la Ekstraklasa.

## Selección nacional
El 7 de octubre de 2020 debutó con la selección absoluta de Polonia en un partido amistoso contra Finlandia que finalizó con un resultado de 5-1 a favor del combinado polaco tras los goles de Krzysztof Piątek, Arkadiusz Milik y un triplete de Kamil Grosicki para Polonia, y de Ilmari Niskanen para Finlandia.

## Clubes
| Club           | País    | Año       | Partidos | Goles |
| -------------- | ------- | --------- | -------- | ----- |
| GKS Katowice   | Polonia | 2012-2017 | 143      | 2     |
| Zagłębie Lubin | Polonia | 2017-2020 | 87       | 2     |
| Lech Poznań    | Polonia | 2020-2024 | 113      | 4     |
| GKS Katowice   | Polonia | 2024-     | 34       | 0     |

## Palmarés

### Títulos nacionales
| Título      | Club        | País    | Año  |
| ----------- | ----------- | ------- | ---- |
| Ekstraklasa | Lech Poznań | Polonia | 2022 |